# ملی‌سازی
ملی‌سازی فرایند انتقال صنایع و دارایی‌ها از مالکیت خصوصی به مالکیت دولتی توسط دولت است. ملی‌سازی معمولاً در مورد دارایی‌های خصوصی انجام می‌شود ولی گاهی در مورد انتقال دارایی‌های سطوح پایین‌تر حکومت مثل انتقال اموال شهرداریها به بخش دولتی هم استفاده می‌شود. ملی‌سازی متضاد خصوصی‌سازی یا غیر ملی‌سازی یا سپردن دارایی‌ها به شهرداری‌ها می‌باشد. صنایعی که معمولاً ملی‌سازی می‌شوند عبارت از حمل و نقل، ارتباطات، انرژی، بانکداری و منابع طبیعی می‌باشند.
دوباره ملی‌سازی وقتی رخ می‌دهد که دارایی‌های دولتی خصوصی شده و پس از مدتی دوباره ملی‌سازی می‌شوند. این حالت معمولاً وقتی رخ می‌دهد که قدرت سیاسی کشور به یک حزب سیاسی یا جناح سیاسی چپ‌گرا و طرفدار اقتصاد دولتی منتقل شود. دوباره ملی‌سازی همچنین خصوصی‌سازی معکوس نیز نامیده می‌شود. ملی‌سازی معمولاً از طریق اداره مستقیم دارایی ملی‌شده توسط دولت یا در اختیار گرفتن مالکیت بخش عمده سهام یک شرکت سهامی عام توسط دولت صورت می‌پذیرد.

## ملی‌سازی‌های مهم بر پایه کشور

### ایران
- نهضت ملی شدن صنعت نفت ایران در ۲۹ اسفند ۱۳۲۹ به رهبری دکتر محمد مصدق شرکت نفت ایران و انگلیس را ملی کرد.
- ملی شدن شرکت واحد هواپیمائی ایران و تغییر نام به شرکت هواپیمایی ملی ایران، هما در سال ۱۳۴۰.